# Harald Grosse
Harald Grosse (* 15. Juli 1944 in Wien) ist ein österreichischer außerordentlicher Universitätsprofessor für Theoretische Physik im Ruhestand an der Universität Wien.

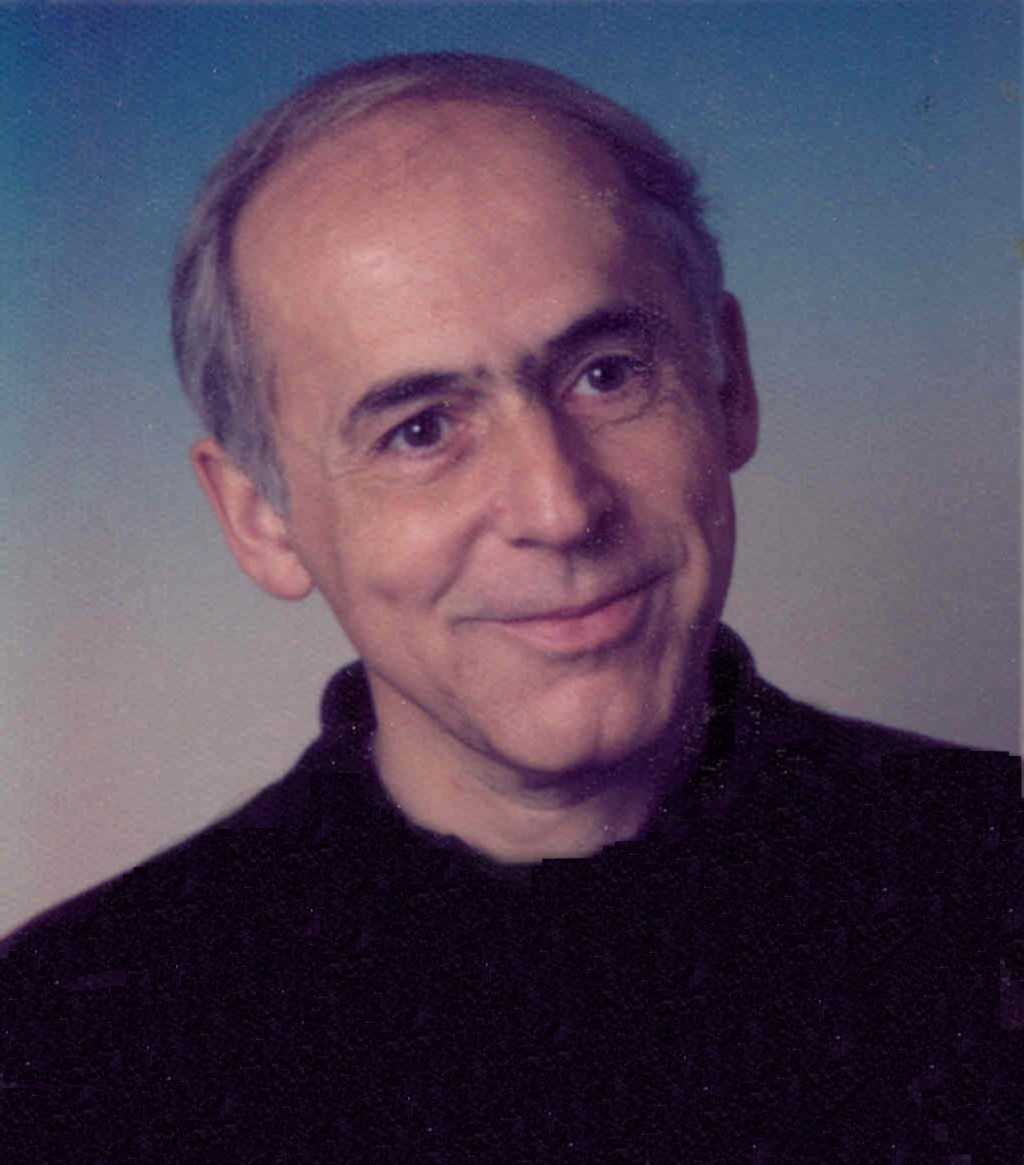
Harald Grosse

## Laufbahn
Nach der Matura mit Auszeichnung 1963 studierte Grosse an der Universität Wien Physik und Mathematik und arbeitete danach am dortigen Institut für Theoretische Physik bei Professor Walter Thirring, einem der international führenden Vertreter der Mathematischen Physik. Er war als Gastwissenschaftler am CERN in Genf tätig. 1980 wurde er an der Universität Wien habilitiert und 1986 ebendort zum außerordentlichen Universitätsprofessor für Theoretische Physik berufen. Im Wintersemester 2000/01 hatte Grosse eine Leibniz-Professur der Universität Leipzig inne. Einen Ruf auf eine Professur an die Universität Graz lehnte er 2001 ab. Neben seiner Tätigkeit an der Universität Wien wirkte Grosse auch am Erwin-Schrödinger-Institut für Mathematische Physik. 2009 trat Grosse in den Ruhestand.

## Werk
Grosse befasste sich zunächst mit der Streutheorie und der Spektraltheorie von Schrödingeroperatoren und später mit Diracoperatoren. Er fand in Zusammenarbeit mit Walter Thirring einen Weg die Coulomb-S-Matrix algebraisch zu erhalten. Weiters studierte er die Niveauanordnungen in Potenzialproblemen und beschäftigte sich mit Fragen zur Stabilität der Materie. Durch V. Glaser wurde er mit dem Gebiet der integrablen zweidimensionalen Quantenfeldtheorien vertraut, wobei er durch die Quantisierung von Laxpaaren eine Methode aufzeigte, mit deren Hilfe man Mölleroperatoren von Quantenfeldtheorien erhält.
In Arbeiten zu Diracoperatoren mit F. Gesztesy und B. Thaller wurde zunächst der nichtrelativistische Limes zum Paulioperator geklärt. Danach wurden gemeinsam mit Barry Simon und anderen die supersymmetrische Quantenmechanik mit Problemen der Indextheorie verbunden.
Der entsprechende mathematische Rahmen führte zur Nichtkommutativen Geometrie. Durch John Madore lernte er 1992 die Fuzzy sphere kennen. Sie verwendeten als Erste solche „quantisierten Mannigfaltigkeiten“ um Regularisierungsverfahren für Quantenfeldtheorien zu erhalten. Diese Methode wurde insbesondere mit P. Presnajder und C. Klimcik wesentlich erweitert. Durch diese Form der Quantisierung der Raumzeit werden Effekte der Quantengravitation eingebaut.
Weiters wurden Quantisierungsfragen des topologischen Chern-Simons-Modells ausgearbeitet. Zunächst hat sich Grosse mit Fragen zur Renormierung von deformierten Quantenfeldtheorien beschäftigt. Es stellte sich jedoch bald heraus, dass die nichtkommutative Quantenelektrodynamik nicht renormierbar ist.
Dies ist dem Umstand der Mischungen zweier Divergenzen zu verdanken. Hier mischen sich die Divergenzen des Infraroten mit den hochenergetischen Divergenzen des ultravioletten Regimes. Es gelang jedoch, das Problem der Nichtrenormierbarkeit durch Berücksichtigen eines zusätzlichen Operators zu lösen. Das resultierende Modell stellt sich als renormierbar heraus und zeigt einen nichttrivialen Fixpunkt, an dem die Betafunktion verschwindet. Das Modell ist darüber hinaus asymptotisch sicher (asymptotic safe). Vor Kurzem gelang es, das Modell in einem geeigneten Limes exakt zu lösen. Die Korrelationsfunktionen sind dabei durch Lösen von Integralgleichungen gegeben. 
Quantenfeldtheorien sind im Allgemeinen auf quantisierten Raumzeiten nicht lokalisierbar. Dennoch fanden Grosse und G. Lechner einen Weg, Modelle auf quantisierten Raumzeiten mit einer sogenannten Keillokalität zu lokalisieren.

## Preise und Auszeichnungen
Grosse erhielt 1981 den Ludwig-Boltzmann-Preis der Österreichischen Physikalischen Gesellschaft.

## Schriften
- Models in statistiscal physics and quantum field theory, Springer Verlag 1988 (Trieste notes in physics)
- mit André Martin Particle physics and the Schrödinger equation, Cambridge University Press 1997